# 大智浩
大智 浩（おおち ひろし、1908年〈明治41年〉8月10日 - 1974年〈昭和49年〉7月18日）は、日本のグラフィックデザイナーである。岡山県出身。

## 経歴・人物
旧制新潟県立村上中（現：新潟県立村上高等学校）、長岡高等工業学校を経て、東京美術大学（現在の東京芸術大学）卒業後、当時第二次世界大戦下で情報及び宣伝要員として活動した。戦後に独立し自身のデザイン事務所を設立し、多くの企業のCIマークの制作に携わる。1954年（昭和29年）にはニューヨークで開催された個展で大智の作品が出品され、デザイナー団体の日本代表に選出される等外でも有名となった。
その後は誠文堂新光社のデザイン雑誌『アイデア』のアートディレクターや東京教育大学や金沢美術工芸大学、実践女子大学の教授、国際デザイン交流協会会長を務めるなど、学生や海外のデザイナー対しての交流を深めた。

## 主な作品
- 出光興産（旧ロゴ）
- キリンレモン
- 公明党

## 著書
- 『デザインの色彩計画』
- 『ポスターのデザイン』